# Billy Beane

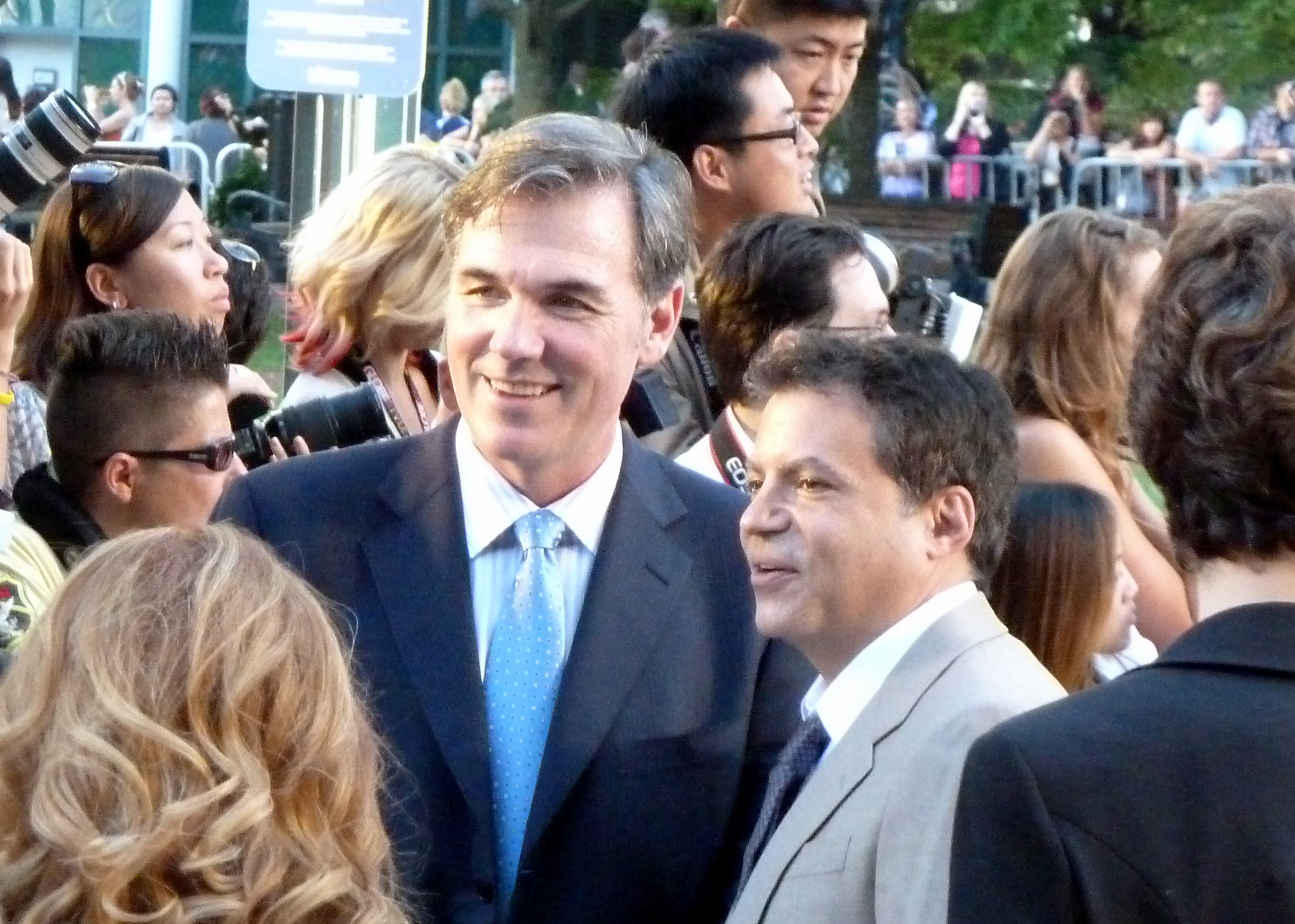
Billy Beane (till vänster) vid Toronto International Film Festival 2011.

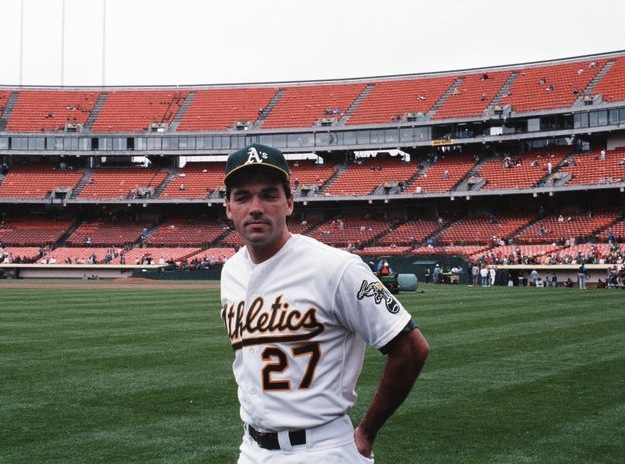
Beane i Oakland Athletics dräkt 1989.

William Lamar "Billy" Beane, född den 29 mars 1962 i Orlando i Florida, är en amerikansk idrottsledare som är executive vice president of baseball operations för och minoritetsdelägare i basebollklubben Oakland Athletics i Major League Baseball (MLB). Beane var tidigare professionell basebollspelare under sex säsonger i MLB 1984–1989. Beane var då outfielder. Han var även under åren 1997–2015 sportchef (general manager) för Athletics.
Beane draftades av New York Mets 1980 som 23:e spelare totalt, men karriären blev inte så framgångsrik som man då trodde. Under sin spelarkarriär representerade Beane Mets (1984–1985), Minnesota Twins (1986–1987), Detroit Tigers (1988) och Oakland Athletics (1989).
Efter spelarkarriären började Beane arbeta för Athletics som talangscout 1990. Han utsågs till assisterande sportchef 1993 och till sportchef efter 1997 års säsong. Han har gjort sig känd som förespråkare av sabermetrics, att utvärdera spelare med hjälp av avancerad statistisk analys, vilket arbetssätt numera har spritt sig till alla klubbar i MLB. Ämnet utgör handlingen i spelfilmen Moneyball från 2011, där Brad Pitt spelar huvudrollen som Beane. Efter 2015 års säsong befordrades Beane till executive vice president of baseball operations.
Beane har två gånger, 1999 och 2012, utsetts till Executive of the Year i MLB av tidningen The Sporting News. Han har även fått samma utmärkelse av tidningen Baseball America två gånger, 2002 och 2013.